# Мелодрама (фільм, 1986)
«Мелодрама» (фр. Mélo) — французький фільм-драма 1986 року, поставлений режисером Аленом Рене за однойменною п'єсою Анрі Бернстайна. Фільм був номінований у восьми категоріях на здобуття у 1987 році французької національної кінопремії Сезар та отримав дві нагороди.

## Сюжет
У інтимній, що не віщує ніяких грозових подій обстановці затишного дворика будиночка в передмісті Парижа зустрічаються троє — знаменитий скрипаль-віртуоз Марсель Блан (Андре Дюссольє), його товариш по консерваторії, скромний музикант П'єр Белькруа (П'єр Ардіті) і дружина П'єра — чарівна, весела Ромен (Сабіна Азема), яку з легкої руки чоловіка усі називають ніжним ім'ям «Маніш». Увесь вечір у центрі уваги — Марсель. Він розповідає про свої грандіозні концерти в різних країнах, про свою творчість і, нарешті, про своє невдале кохання. Його неординарна, глибока й витончена натура справляє на Маніш глибоке враження. Вона просить Марселя влаштувати для них з П'єром музичний вечір, зіграти її улюблену сонату Брамса. Марсель погоджується, але в обумовлений час до нього приходить лише Маніш, яка заздалегідь влаштувала це побачення. Марсель здивований, він майже зневажає Ромен, готову стати його коханкою. Легкий зв'язок з легковажною жінкою — ось усе, чого чекає від цих стосунків Марсель того дня, коли Маніш бере у нього на пам'ять з вази яскраво-червону троянду. Але, сплутавши очікування обох коханців, не тривіальна інтрижка, а роковий зв'язок, всепоглинаюча любов приковує їх один до одного. Їхні рідкісні побачення тяжкі для обох. Туга Маніш посилюється тим, що Марселя чекає тривале турне. Бачачи її відчай, коханий обіцяє їй, що після його повернення вони з'єднаються назавжди…
Маніш, збентежена тугою за коханим, що поїхав, насилу стримує себе, намагаючись зберегти звичайну веселість. Але думки її стають все похмурішіми й похмурішими. Таємно вона намагається отруїти чоловіка. Її кузина Крістін (Фанні Ардан), давно закохана в П'єра, підозрює Маніш і викликає лікаря, який попереджає страшний результат «таємничої хвороби» П'єра. Маніш, яку гризе розкаяння, не бачить іншого виходу із ситуації, що склалася, ніж самогубство. Пішовши увечері з будинку, вона прощається з чоловіком…
Після смерті Маніш минули два роки. Виконуючи її останню волю, П'єр, який продовжує її любити одружився з Крістін, у них підростає дитина. Але, думки про Маніш не полишають П'єра. Одного дня увечері він приходить до Марселя, щоб розповісти йому про подробицю загибелі дружини й дізнатися правду: чи був його друг її коханцем. Як доказ своїх підозр він приносить записник Маніш, куди вкладена висохла пелюстка троянди і де стої́ть дата її першого любовного побачення з Марселем Бланом. Марсель продовжує пристрасно і трепетно кохати загиблу коханку. Але він не хоче заподіювати зайвих страждань П'єру, тому не відкриває йому правди. Вони однаково нещасні, вони оплакують одну й ту саму жінку, але розділити горе іншого, полегшити його співчуттям їм не дано…

## У ролях
| • Сабіна Азема   | … | Ромен Белькруа |
| • Фанні Ардан    | … | Крістін        |
| • П'єр Ардіті    | … | П'єр Белькруа  |
| • Андре Дюссольє | … | Марсель Блан   |
| • Жак Дакмін     | … | лікар Ремі     |
| • Юбер Женю      | … | священик       |
| • Катрін Ардіті  | … | Івонн          |

## Знімальна група
- Автор сценарію та режисер-постановник — Ален Рене
- Продюсер — Марен Карміц
- Виконавчий продюсер — Катрін Ляпужад
- Оператор — Шарль Ван Дамм
- Композитор — Філіпп-Жерар
- Монтаж — Альбер Юргенсон
- Художник-постановник — Жак Солньє
- Художник по костюмах — Катрін Летерр'є

## Нагороди та номінації
| Список нагород та номінацій        | Список нагород та номінацій | Список нагород та номінацій               | Список нагород та номінацій | Список нагород та номінацій | Список нагород та номінацій |
| Кінопремія                         | Дата церемонії              | Категорія                                 | Номінант(и)                 | Результат                   | Дж                          |
| ---------------------------------- | --------------------------- | ----------------------------------------- | --------------------------- | --------------------------- | --------------------------- |
| Премія «Сезар»                     | 7.03.1987                   | Найкращий фільм                           | Мелодрама                   | Номінація                   | [ 1 ]                       |
| Премія «Сезар»                     | 7.03.1987                   | Найкраща режисерська робота               | Ален Рене                   | Номінація                   | [ 1 ]                       |
| Премія «Сезар»                     | 7.03.1987                   | Найкращий актор                           | Андре Дюссольє              | Номінація                   | [ 1 ]                       |
| Премія «Сезар»                     | 7.03.1987                   | Найкраща акторка                          | Сабіна Азема                | Перемога                    | [ 1 ]                       |
| Премія «Сезар»                     | 7.03.1987                   | Найкращий актор другого плану             | П'єр Ардіті                 | Перемога                    | [ 1 ]                       |
| Премія «Сезар»                     | 7.03.1987                   | Найкраща операторська робота              | Шарль Ван Дамм              | Номінація                   | [ 1 ]                       |
| Премія «Сезар»                     | 7.03.1987                   | Найкращі декорації                        | Жак Солньє                  | Номінація                   | [ 1 ]                       |
| Премія «Сезар»                     | 7.03.1987                   | Найкращий дизайн костюмів                 | Катрін Летерр'є             | Номінація                   | [ 1 ]                       |
| Міжнародний кінофестиваль у Чикаго | 1987                        | Золотий Г'юго за найкращий художній фільм | Мелодрама                   | Номінація                   |                             |
| Премія «Давид ді Донателло»        | 1987                        | Найкраща іноземна акторка                 | Сабіна Азема                | Номінація                   |                             |